# Mimacraea neavei
Mimacraea neavei is een vlinder uit de familie van de Lycaenidae. De wetenschappelijke naam van de soort is voor het eerst geldig gepubliceerd in 1909 door Eltringham.